# Babu (tytuł)

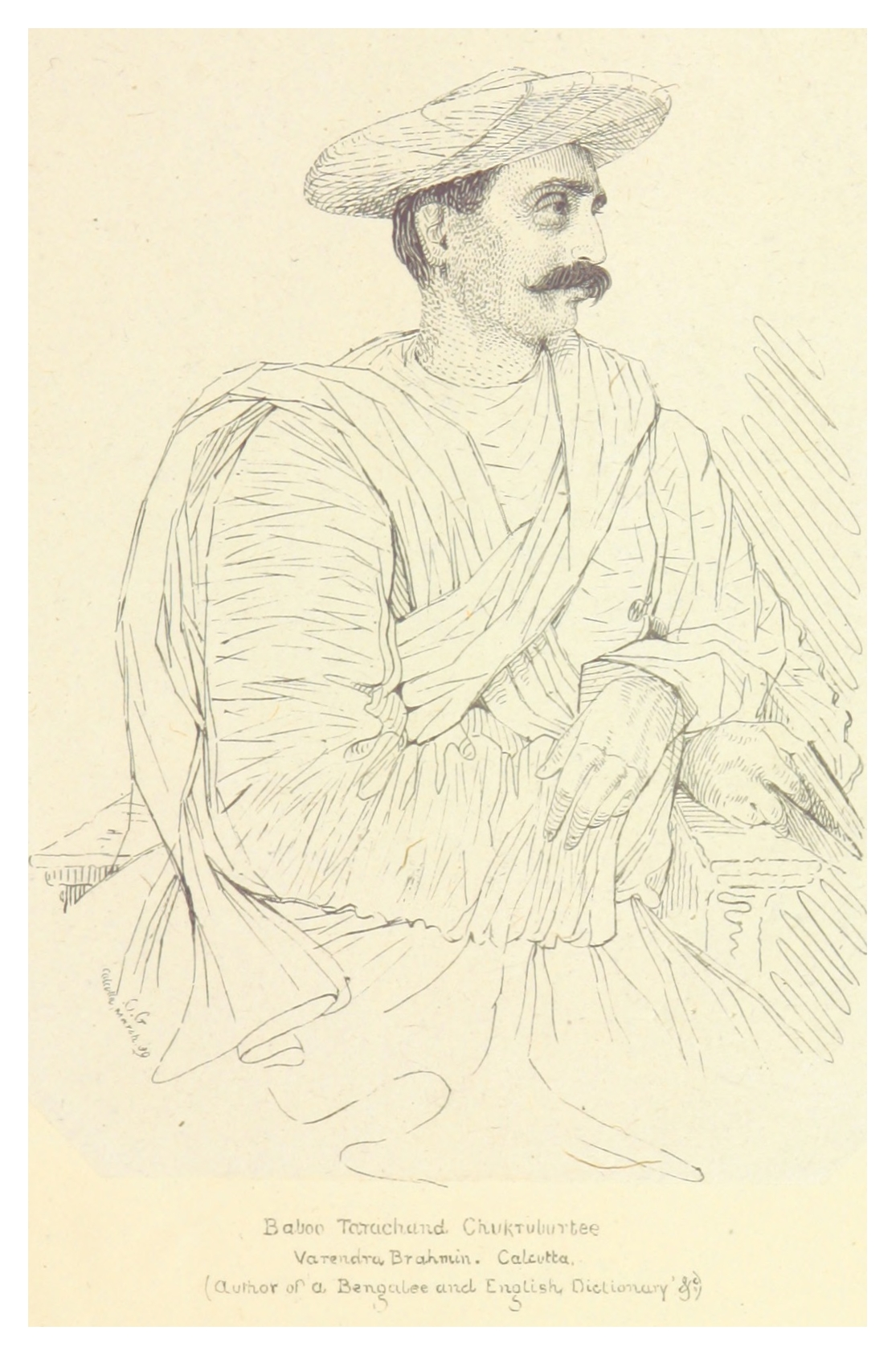
Baboo Tarachand Chukturburtee, Varenda Brahmin, Calcutta 1844

Babu (dewanagari बाबू, bezpośrednie znaczenie w hindi to „pan, urzędnik”) – określenie honoryfikatywne używane wobec osoby uczonej. Potocznie też, pełne szacunku określenie ojca, innego starszego mężczyzny lub
urzędnika (również w bengali)
– wtedy najczęściej łączone z użyciem tytułu Dźi. Do grona osób uczonych, których tytułuje się w ten sposób, zaliczani są też nauczyciele duchowi. Tytuł babu również znaleźć można, na określenie funkcji tłumacza, w książce Tomek na tropach Yeti.